# Kim Song-guk (tir)
Pour les articles homonymes, voir Kim.
Ne doit pas être confondu avec Kim Song-guk.
Dans ce nom, le nom de famille, Kim, précède le nom personnel coréen.
Kim Song-guk (김성국) est un tireur sportif nord-coréen né le 5 octobre 1985. Il a remporté la médaille de bronze en pistolet à 50 mètres aux Jeux olympiques d'été de 2016 à Rio de Janeiro.